# Harry Larsen
Harry Julius Larsen, född 4 september 1915 i Kirkerup, död 12 augusti 1974 i Köpenhamn, var en dansk roddare.
Larsen blev olympisk silvermedaljör i tvåa utan styrman vid sommarspelen 1936 i Berlin.